# Фрыштак (гмина)
Фрыштак (пол. Frysztak) — сельская гмина (волость) в Польше, входит как административная единица в Стшижувский повет, Подкарпатское воеводство. Население — 10 645 человек (на 2004 год).

## Демография
| Перепись                       | Всего   | Всего | Женщины | Женщины | Мужчины | Мужчины |
| ------------------------------ | ------- | ----- | ------- | ------- | ------- | ------- |
| Единицы                        | человек | %     | человек | %       | человек | %       |
| Население                      | 10 645  | 100   | 5310    | 49,9    | 5335    | 50,1    |
| Плотность населения (чел./км²) | 117,6   | 117,6 | 58,7    | 58,7    | 58,9    | 58,9    |

## Сельские округа
1. Хытрувка
2. Цешина
3. Фрыштак
4. Глиник-Дольны
5. Глиник-Гурны
6. Глиник-Сьредни
7. Гоголув
8. Хута-Гоголовска
9. Кобыле
10. Любля
11. Пуланки
12. Стемпина
13. Твердза
14. Видач

## Соседние гмины
1. Гмина Бжостек
2. Гмина Ясло
3. Гмина Колачице
4. Гмина Велёполе-Скшиньске
5. Гмина Виснёва
6. Гмина Вояшувка